# Res derelictae
Res derelicta (res derelictae no plural) é uma expressão latina, composta de res + derelicta, significando (DE PLÁCIDO E SILVA, 2004:1212) literalmente "coisa abandonada", sendo, nesse sentido, suscetível de apropriação. A renúncia à propriedade da res acarreta a situação de abandono, que habilita a ocupação, um dos modos originários de aquisição da propriedade desde o direito romano (MARKY, 1995:79). Maria Helena Diniz (2004:304) assevera que é necessária a "intenção do (...) dono" de se despojar da coisa, destacando, ainda, que não é obrigatória a "existência de uma declaração expressa do dono", bastando a dedução inequívoca de que há o "propósito de abandonar o bem", assim como o comportamento com relação ao bem.